# Vic Ripley
Vic Merrick Ripley (né le 30 mai 1906 à Elgin, en Ontario au Canada - mort en 1963 à Las Vegas, Nevada aux États-Unis) est un joueur professionnel canadien de hockey sur glace,.

## Carrière de joueur
Il joua son hochey junior avec les Canadians de Calgary avec lesquels il participa à trois reprises à la Coupe Memorial sans toutefois y gagner le tournoi. Il devint professionnel en 1926-1927 avec les Millers de Minneapolis. Il faudra attendre en 1928-1929 pour le voir évoluer dans la Ligue nationale de hockey. Les Blackhawks de Chicago l'ont en effet réclamé des Millionaires de Kitchener avant le début de la saison.
Avec les Hawks, il atteignit la finale de la Coupe Stanley en 1931 alors qu'il évoluait sur un trio en compagnie de Mush March et Art Somers. L'équipe s'inclina face aux Canadiens de Montréal. Il demeura cinq saisons avec l'organisation de l'Illinois avant d'être échangé au cours de la saison 1932-1931 aux Bruins de Boston. Il n'y resta que peu de temps étant échangé à nouveau la saison suivante cette fois aux Rangers de New York en retour d'un futur membre du Temple de la renommée du hockey, Babe Siebert.
La saison 1934-1935 fut sa dernière dans la LNH. Il y termina sa carrière avec les Eagles de Saint-Louis. Par la suite, il évolua pour plusieurs équipes mineures jusqu'à sa retraite en 1941. Il revint au jeu lors d'une saison en 1943-1944.

## Statistiques
Pour les significations des abréviations, voir Statistiques du hockey sur glace.
| Saison     | Équipe                    | Ligue          |    | Saison régulière | Saison régulière | Saison régulière | Saison régulière | Saison régulière |    | Séries éliminatoires | Séries éliminatoires | Séries éliminatoires | Séries éliminatoires | Séries éliminatoires |
| Saison     | Équipe                    | Ligue          | PJ | B                | A                | Pts              | Pun              | PJ               | B  | A                    | Pts                  | Pun                  |                      |                      |
| 1922-1923  | Canadians de Calgary      | CCJHL[Quoi ?]  | 13 | 15               | 8                | 23               | -                | -                | -  | -                    | -                    | -                    |                      |                      |
| 1922-1923  | Canadians de Calgary      | Coupe Memorial | -  | -                | -                | -                | -                | 4                | 3  | 0                    | 3                    | 4                    |                      |                      |
| 1923-1924  | Canadians de Calgary      | CCJHL          |    |                  |                  |                  |                  |                  |    |                      |                      |                      |                      |                      |
| 1923-1924  | Canadians de Calgary      | Coupe Memorial | -  | -                | -                | -                | -                | 7                | 10 | 9                    | 19                   | 6                    |                      |                      |
| 1924-1925  | Canadians de Calgary      | CCJHL          |    |                  |                  |                  |                  |                  |    |                      |                      |                      |                      |                      |
| 1924-1925  | Canadians de Calgary      | Coupe Memorial | -  | -                | -                | -                | -                | 2                | 4  | 0                    | 4                    | 2                    |                      |                      |
| 1925-1926  | Millers de Minneapolis    | LCH            | 35 | 6                | 2                | 8                | 16               | 3                | 1  | 0                    | 1                    | 2                    |                      |                      |
| 1926-1927  | Millers de Minneapolis    | AHA[Quoi ?]    | 34 | 7                | 1                | 8                | 30               | 6                | 0  | 0                    | 0                    | 2                    |                      |                      |
| 1927-1928  | Millionaires de Kitchener | CPHL[Quoi ?]   | 39 | 26               | 14               | 40               | 69               | 5                | 1  | 1                    | 2                    | 12                   |                      |                      |
| 1928-1929  | Blackhawks de Chicago     | LNH            | 39 | 11               | 2                | 13               | 31               | -                | -  | -                    | -                    | -                    |                      |                      |
| 1929-1930  | Blackhawks de Chicago     | LNH            | 38 | 8                | 8                | 16               | 33               | 2                | 0  | 0                    | 0                    | 2                    |                      |                      |
| 1930-1931  | Blackhawks de Chicago     | LNH            | 39 | 8                | 4                | 12               | 9                | 9                | 2  | 1                    | 3                    | 4                    |                      |                      |
| 1931-1932  | Blackhawks de Chicago     | LNH            | 46 | 12               | 6                | 18               | 47               | 2                | 0  | 0                    | 0                    | 0                    |                      |                      |
| 1932-1933  | Blackhawks de Chicago     | LNH            | 15 | 2                | 4                | 6                | 6                | -                | -  | -                    | -                    | -                    |                      |                      |
| 1932-1933  | Bruins de Boston          | LNH            | 23 | 2                | 5                | 7                | 21               | 5                | 1  | 0                    | 1                    | 0                    |                      |                      |
| 1933-1934  | Bruins de Boston          | LNH            | 13 | 2                | 1                | 3                | 6                | -                | -  | -                    | -                    | -                    |                      |                      |
| 1933-1934  | Rangers de New York       | LNH            | 35 | 5                | 12               | 17               | 10               | 2                | 1  | 0                    | 1                    | 4                    |                      |                      |
| 1934-1935  | Rangers de New York       | LNH            | 4  | 0                | 2                | 2                | 2                | -                | -  | -                    | -                    | -                    |                      |                      |
| 1934-1935  | Eagles de Saint-Louis     | LNH            | 31 | 1                | 3                | 4                | 8                | -                | -  | -                    | -                    | -                    |                      |                      |
| 1935-1936  | Falcons de Cleveland      | LIH            | 48 | 14               | 32               | 46               | 51               | 2                | 0  | 0                    | 0                    | 0                    |                      |                      |
| 1936-1937  | Falcons de Cleveland      | IAHL           | 13 | 0                | 2                | 2                | 6                | -                | -  | -                    | -                    | -                    |                      |                      |
| 1936-1937  | Eagles de New Haven       | IAHL           | 13 | 0                | 1                | 1                | 4                | -                | -  | -                    | -                    | -                    |                      |                      |
| 1937-1938  | Clippers de Spokane       | PCHL           | 42 | 19               | 16               | 35               | 19               | -                | -  | -                    | -                    | -                    |                      |                      |
| 1938-1939  | Clippers de Spokane       | PCHL           | 44 | 20               | 22               | 42               | 22               | -                | -  | -                    | -                    | -                    |                      |                      |
| 1939-1940  | Seahawks de Seattle       | PCHL           | 36 | 11               | 15               | 26               | 24               | -                | -  | -                    | -                    | -                    |                      |                      |
| 1940-1941  | Buckaroos de Portland     | PCHL           | 47 | 11               | 20               | 31               | 37               | -                | -  | -                    | -                    | -                    |                      |                      |
|            |                           |                |    |                  |                  |                  |                  |                  |    |                      |                      |                      |                      |                      |
| 1943-1944  | Oilers de Portland        | NNDHL[Quoi ?]  | 15 | 13               | 8                | 21               | 10               | 4                | 1  | 1                    | 2                    | 4                    |                      |                      |
| Totaux LNH | Totaux LNH                | Totaux LNH     |    | 283              | 51               | 47               | 98               | 173              |    | 20                   | 4                    | 1                    | 5                    | 10                   |

## Transactions en carrière
- 17 janvier 1933 : échangé aux Bruins de Boston par les Blackhawks de Chicago en retour de Billy Burch.
- 18 décembre 1933 : échangé aux Rangers de New York par les Bruins de Boston avec Roy Burmister en retour de Babe Siebert.
- 29 novembre 1934 : échangé aux Eagles de Saint-Louis par les Rangers de New York en retour d'une somme d'argent.